# Comté de Columbia (Washington)
Pour les articles homonymes, voir Comté de Columbia.
Le comté de Columbia (anglais: Columbia County) est un des 39 comtés de l'État américain de Washington.

## Comtés adjacents
- Comté de Whitman (au nord)
- Comté de Garfield (à l'est)
- Comté de Wallowa (Oregon)  (au sud-est)
- Comté d'Umatilla (Oregon)  (au sud-ouest)
- Comté de Walla Walla (à l'ouest)
- Comté de Franklin (au nord-ouest)

## Transports
- U.S. Route 12

## Villes
- Dayton
- Starbuck